# 稻荷山古墳
稻荷山古墳（日语：／ Inariyamakofun）是位於日本滋賀縣高島市鴨的一座前方後圓墳，又稱為鴨稻荷山古墳，為滋賀縣指定史跡，推測建於古墳時代末期（約6世紀前半），以刳拔式屋形石棺等陪葬品而為人所知。

## 概要
古墳建於高島平野中央部，鴨川的右岸。1902年，雖然在縣道改築工程中發現了屋形石棺，但是現在墳丘已經消失了，推測原本是前方部朝南，墳丘長約50米的前方後圓墳。1923年，首次在古墳進行正式的調查。
屋形石棺是從後圓部分出土，由凝灰岩製成的刳拔式石棺，發見當時推测石棺原本放置在長9米，闊約1.8米，高約1.8米的石室內，棺內有冠和沓等大量陪葬品，現在這些陪葬品為東京國立博物館的館藏，石棺則保存於覆屋內。
古墳推測建於古墳時代末期（約6世紀前半），入葬者可能是支持過推测生于当地的繼體天皇的三尾君（三尾氏）的首長，出土的陪葬品則反映了日本與朝鮮半島之間的交流。
1964年8月19日，古墳獲指定為滋賀縣指定史跡。

## 陪葬品
石棺中出土的陪葬品如下。
- 金銅冠
- 沓
- 魚佩
- 金製耳飾
- 鏡
- 玉類
- 環頭大刀
- 鹿牀大刀
- 刀子（日语：刀子）
- 鐵斧

其中，廣帶二山式冠、捩環頭大刀和三葉紋楕圓形杏葉是當時大和王權特有，代表著其威信的財產，因此可能與大和王權的中樞有關。

## 考証
按《日本書紀》繼體天皇即位前條記載，第15代應神天皇的四世孫彥主人王在近江國高島郡三尾有一別業，他與三尾氏一族的振媛誕下了男大迹王（即後來的第26代繼體天皇），繼體天皇在位時期是6世紀前半，由於母親是三尾氏出身的關係，繼體天皇亦有兩名三尾氏出身的妃子。因此，古墳的入葬者為三尾氏首長的說法也廣為流傳。
另一方面，由於陪葬品過於豪華，加上使用了畿內的屋形石棺，有些說法認為入葬者並非單純的地方勢力，而是與畿內有直接關係的人物，提出入葬者是繼體天皇皇子，例如大郎皇子（大郎子）。
另外，也有說法認為入葬者是彥主人王，但是與建造時期不符而被否定。

## 外部連結
- 鴨稲荷山古墳